# 鄭悼公
鄭悼公(?—前585年)，姬姓，名沸，為春秋諸侯國鄭國君主之一，是鄭國第十四任君主。他為鄭襄公子，在位2年。
| 前任： 鄭襄公 | 春秋鄭國君主 前586年—前585年 | 繼任： 鄭成公 |